# Zbigniew Łabno
Zbigniew Józef Franciszek Łabno (ur. 29 stycznia 1929, zm. 4 stycznia 2016) – polski prawnik, adwokat, radca prawny, doktor habilitowany nauk prawnych, profesor nadzwyczajny Akademii Ekonomicznej w Katowicach, w latach 1990–1996 dziekan Wydziału Ekonomii tej uczelni.

## Życiorys
W latach 1957–1961 był sędzią Sądu Powiatowego w Katowicach. W latach 1977–2001 był nauczycielem akademickim i profesorem Akademii Ekonomicznej w Katowicach. W uczelni tej pełnił funkcje kierownika Zakładu Prawa Transportowego (1981–1992) i Katedry Transportu (1992–2001) oraz Studium Doktoranckiego (1996–1999). W 1990 na Wydziale Prawa i Administracji Uniwersytetu Warszawskiego na podstawie dorobku naukowego oraz rozprawy pt. Finansowe aspekty cywilnoprawnej ochrony środowiska (na przykładzie przepisów o ochronie powietrza atmosferycznego) uzyskał stopień naukowy doktora habilitowanego nauk prawnych w zakresie prawa, specjalność: prawo cywilne. W latach 1990–1996 dziekanem jej Wydziału Ekonomii. Posiadał uprawnienia adwokata i radcy prawnego. Działał w Klubie Inteligencji Katolickiej w Katowicach oraz w Towarzystwie Miłośników Lwowa i Kresów Wschodnich.
Zmarł w wieku 87 lat. 9 stycznia 2016 został pochowany na cmentarzu parafialnym w Bobowej.

## Odznaczenia
- Krzyż Kawalerski Orderu Odrodzenia Polski (1999)[4]
- Srebrny Krzyż Zasługi (1994)[5]
- Srebrna Odznaka Zasłużonemu w Rozwoju Województwa Katowickiego[2].

## Życie prywatne
Jego żoną przez 52 lata była prawniczka mec. Marta Łabno (1929–2004). Miał syna oraz córkę prof. Annę Łabno, nauczyciela akademickiego Wydziału Prawa i Administracji Uniwersytetu Śląskiego.